# Dendrobium ruginosum
Dendrobium ruginosum är en orkidéart som beskrevs av Oakes Ames. Dendrobium ruginosum ingår i släktet Dendrobium, och familjen orkidéer. Inga underarter finns listade i Catalogue of Life.